# Región de Edmonton Capital
La Región de Edmonton Capital (ECR, según sus siglas en inglés), también conocida comúnmente como la Región Capital de Alberta, Gran Edmonton o Metro Edmonton, es un área metropolitana en torno a Edmonton, la capital de la provincia de Alberta, Canadá conglomerando a varios municipios vecinos.
Los límites de la región son coincidentes con los de la área metropolitana censal de Edmonton (CMA), determinada por la agencia estatal de estadística Statistics Canada. Sin embargo, hay un par de variantes en la delimitación de la misma para diferentes propósitos administrativos (por ejemplo, el Consejo de la Región Capital, o la Autoridad Regional de Alberta para el transporte).
La ECR es considerada como una importante vía de acceso hacia el norte de Alberta y el norte de Canadá, en particular para muchas empresas, incluidas las compañías aéreas y de explotación del petróleo y gas natural. Situada a 53° de latitud norte, es el área metropolitana más septentrional de Canadá y también se encuentra cerca del centro geográfico de Alberta. La ECR se encuentra en el extremo norte del Corredor Calgary-Edmonton, una de las cuatro principales regiones económicas del país que en conjunto representan el 50% de la población total de Canadá.

## Área metropolitana censal de Edmonton (CMA)
La CMA de Edmonton incluye las siguientes 35 municipalidades:
- 5 ciudades (Edmonton, Fort Saskatchewan, Leduc, St. Albert y Spruce Grove);
- 1 municipio especializado (Condado de Strathcona, que incluye el Parque Sherwood, el mayor parque urbano de la región);
- 3 distritos municipales (Condado de Leduc, Condado de Parkland  y Condado de Sturgeon);
- 10 pueblos (Beaumont, Bon Accord, Bruderheim, Calmar, Devon, Gibbons, Legal, Morinville, Redwater y Stony Plain);
- 4 villas (Spring Lake, Thorsby, Wabamun y Warburg);
- 8 villas vacacionales (Betula Beach, Golden Days, Itaska Beach, Kapasiwin, Lakeview, Point Alison, Seba Beach y Sundance Beach); y
- 4 reservas indígenas de tres de lasNaciones Originarias (Alexander 134 de la Nación Alexander First, Stony Plain 135 de la Nación Cree de Enoc, y 133A y 133B Wabamun de la Nación Paul Band).

Contrariamente a la creencia popular local, la CMA de Edmonton no incluye la parte más occidental del Condado de Lamont y el parque nacional Elk Island. El área total de la CMA de Edmonton es 9.417,88 km², lo que lo convierte en el CMA más grande de Canadá en términos de superficie. La población de la CMA de Edmonton es de 1.034.945 habitantes según los resultados del censo de 2006.